# Gekkan Shōnen Magazine
Gekkan Shōnen Magazine (jap. 月刊少年マガジン Gekkan shōnen magajin; ang. Monthly Shōnen Magazine) – japoński miesięcznik z mangami shōnen. Magazyn ukazywał się od 1964 roku, pod początkową nazwą Bessatsu Shōnen Magazine (jap. 別冊少年マガジン), nakładem wydawnictwa Kōdansha. W 1975 został przemianowany na Gekkan Shōnen Magazine.
Średni nakład miesięcznika w 2016 roku oscylował w okolicach 495 000 egzemplarzy.

## Wydawane serie
Lista niektórych serii publikowanych w Gekkan Shōnen Magazine:
| Tytuł                                                                 | Autor              | Lata      |
| --------------------------------------------------------------------- | ------------------ | --------- |
| Dear Boys (jap. ディア・ボーイズ Dia Bōizu)                           | Hiroki Yamagi      | 1989–1997 |
| Noragami (jap. ノラガミ Noragami)                                     | Adachitoka         | 2011–2024 |
| Pumpkin scissors (jap. パンプキン·シザーズ Panpukin Shizāzu)          | Ryōtarō Iwanaga    | 2006–     |
| Tekken chinmi (jap. 鉄拳チンミ Tekken chinmi)                         | Takeshi Maekawa    | 1983–1997 |
| Mashiro no oto (jap. ましろのおと Mashiro no oto)                     | Marimo Ragawa      | 2009–     |
| Ballroom e yōkoso (jap. ボールルームへようこそ Ballroom e yōkoso)     | Tomo Takeuchi      | 2011–     |
| Ryūrōden (jap. 龍狼伝 Ryūrōden)                                       | Yoshito Yamahara   | 1993–2007 |
| Shura no mon (jap. 修羅の門 Shura no mon)                             | Masatoshi Kawahara | 1987–1996 |
| Beck (jap. ベック Bekku)                                              | Harold Sakuishi    | 2008–     |
| Kapeta (jap. カペタ Kapeta)                                           | Masahito Soda      | 2003–2013 |
| Twoje kwietniowe kłamstwo (jap. 四月は君の嘘 Shigatsu wa kimi no uso) | Naoshi Arakawa     | 2011–2015 |